# Shenguang
Shenguang is een berg in Xingning, Meizhou, Guangdong, Volksrepubliek China. De letterlijke vertaling van deze berg is 'berg van het licht der Goden'. De naam van de berg komt van de Shenguangtempel die op deze berg staat. De berg is ongeveer vijfhonderd meter hoog. Op de berg bevindt zich ook een andere Chinese tempel. Veel lokale bewoners komen naar de berg 's ochtends om te sporten.